# Misja nie-zbędna
Misja Nie-zbędna jest telewizyjną serią nadawaną na programie Discovery Channel przedstawiającą pojedynek dwójki prowadzących:
- Jasona Plato, kierowcy wyścigowego brytyjskiej serii BTCC i
- Tanii Zaetty, australijskiej aktorki i kaskaderki

W każdym epizodzie, wykonują oni ze swoimi pomocnikami serię trzech wyczynów, a za każde zwycięstwo dostają punkt. Jason reprezentuje mężczyzn, a Tania – kobiety. Przy końcu serii, konkurent z największą liczbą punktów zwycięża.